# Ciklazocin
Ciklazocin je mešoviti opioidni agonist/antagonist. On je srodan sa dezocinom, pentazocinom i fenazocinom. Ova familija opioidnih lekova se naziva benzomorfanima ili benzazocinima.

## Upotreba
Ispitivanja moguće upotrebe ciklazocina za lečenje bipolarnih pacijenta sa depresijom su pokazala da 8 od 10 pacijenata doživljava umereno poboljšanje.
Istraživanja tokom 1960-ih i 1970-ih za upotrebu ciklazocina za kontrolu bola, i kasnije kao deo lečenja narkotične zavisnosti su bila ozbiljno ometana disforičnim i halucinogenim svojstvima ovog leka.

## Doziranje
Doze 1—3 mg su korištene u testovima.